# Галагановка (Черкасская область)
Галагановка (укр. Галаганівка) — село в Чигиринском районе Черкасской области Украины.
Население по переписи 2001 года составляло 926 человек. Занимает площадь 3,51 км². Почтовый индекс — 20915. Телефонный код — 4730.
Через село протекает река Ирклей.

## Местный совет
20915, Черкасская обл., Чигиринский р-н, с. Галагановка